# Овчинников, Фёдор Гаврилович
Фёдор Гаври́лович Овчи́нников — командир отделения разведки 1171-го лёгкого артиллерийского полка (6-я артиллерийская дивизия прорыва Резерва верховного главнокомандующего, 5-я ударная армия, 1-й Белорусский фронт) сержант. Полный кавалер Ордена Славы.

## Биография
Фёдор Гаврилович Овчинников родился в селе Белокуриха Бийского уезда Томской губернии (в настоящее время Смоленский район Алтайского края) в крестьянской семье. Русский. В 1936 году окончил 6 классов школы, работал в колхозе. Смоленским райвоенкоматом Алтайского края в сентябре 1940 года был призван в ряды Красной армии.
На фронтах Великой Отечественной войны с июня 1941 года. Командир расчёта 76-мм пушки 1285-го стрелкового полка сержант Овчинников в боях за город Ковель в Волынской области 29 марта 1944 года прямой наводкой ликвидировал 2 пулемёта, до 15 солдат противника. 30 марта 1944 года, отражая контратаку солдат противника, сразил еще свыше 10 солдат противника. Приказом по дивизии от 15 апреля 1944 года награждён орденом Славы 3-й степени.
10 октября 1944 года помощник командира взвода управления батареи 1171-го легкого артиллерийского полка сержант Овчинников под сильным артиллерийско-миномётным огнём умело корректировал действия нашей батареи, подавившей 2 миномётные батареи, 4 пулемета, разбившей 2 наблюдательных поста, истребившей до взвода живой силы противника, что позволило пехоте без потерь занять населённый пункт Михалув-Грабина. 19 октября 1944 года у населённого пункта Загробы Овчинников обнаружил скопление пехоты и 8 танков, скорректировал огонь дивизиона. Было истреблено много солдат противника, а их контратака сорвана. Приказом по армии от 17 декабря 1944 года он был награждён орденом Славы 2-й степени.
13 января 1945 года командир отделения разведки батареи Овчинников на плацдарме на левом берегу реки Висла у населённого пункта Грабув-над-Пилицой (7 км юго-восточнее города Варка) обнаружил 4 пулеметных точки, 81-мм минометную батарею, 3 75-мм артиллерийские батареи и 2 НП противника. 14 января 1945 года при прорыве обороны противника по этим целям был открыт ураганный огонь, некоторые из них уничтожены. 15 января 1945 года Овчинников вызвал огонь батареи по противнику, готовившемуся к атаке. В бою из личного оружия уничтожил несколько солдат противника. Указом Президиума Верховного Совета СССР от 24 марта 1945 года он был награждён орденом Славы 1-й степени.
Демобилизован в июне 1946 года. Работал контрольным механиком на автотранспортном комбинате № 1 в городе Иркутск.
Фёдор Гаврилович Овчинников скончался 16 декабря 1982 года.